# Saint-Estèphe (Charente)
Pour les articles homonymes, voir Saint-Estèphe.
Saint-Estèphe est une commune associée à Roullet-Saint-Estèphe, dans le département de la Charente.

## Géographie
Saint-Estèphe est située à 1,5 km à l'ouest de Roullet, à 5 km au sud-est de Châteauneuf-sur-Charente et à 15 km au sud-ouest d'Angoulême.

## Toponymie
Le nom de Saint-Estèphe est attesté sous la forme ancienne en latin Sanctus Stephanus in Campania en 1523, ce qui signifie « Saint-Estèphe en Champagne ». Stéphane ou Estèphe, est Étienne, premier martyr, lapidé à Jérusalem en 33.
Pendant la Révolution, la commune s'est appelée provisoirement Estèphe.

## Histoire
Un dolmen est situé à la Boucharderie. Le chemin Boisné, ancienne voie romaine de Saintes à Périgueux, limite la commune au sud. 
Le sud de la commune était autrefois recouvert par l'importante forêt de Chardin, qui s'étend encore sur une partie de Claix. Un carrefour de la voie romaine situé dans la forêt était appelé localement Conseil à Néron, car la tradition rapporte que l'empereur Néron, traversant la Gaule, y aurait tenu conseil.
Le logis des Andreaux, non loin du bourg, était possédé au début du XVIIe siècle par la famille Lambert. Par mariage, en 1695, la terre des Andreaux est passée à la famille de Terrasson de Montleau, qui l'a possédée jusqu'au début du XXe siècle.
Sous l'Ancien Régime, la terre de Chardin, principal centre de population, était une seigneurie qui a appartenu à la famille Pissiez, dont un des membres fut garde du corps du roi Charles X.
Le 1er janvier 1973, Roullet a absorbé la commune de Saint-Estèphe, qui est restée commune associée, à la suite de l'arrêté préfectoral du 16 novembre 1972.

## Démographie
L'évolution du nombre d'habitants est connue à travers les recensements de la population effectués dans la commune depuis 1793. À partir du 1er janvier 2009, les populations légales des communes sont publiées annuellement dans le cadre d'un recensement qui repose désormais sur une collecte d'information annuelle, concernant successivement tous les territoires communaux au cours d'une période de cinq ans. 
Pour les communes de moins de 10 000 habitants, une enquête de recensement portant sur toute la population est réalisée tous les cinq ans, les populations légales des années intermédiaires étant quant à elles estimées par interpolation ou extrapolation. Pour la commune, le premier recensement exhaustif entrant dans le cadre du nouveau dispositif a été réalisé en ,.
En 2010, la commune comptait 784 habitants.
| 1793 | 1800 | 1806 | 1821 | 1831 | 1841 | 1846 | 1851 | 1856 |
| ---- | ---- | ---- | ---- | ---- | ---- | ---- | ---- | ---- |
| 752  | 436  | 789  | 776  | 872  | 855  | 816  | 873  | 857  |

| 1861 | 1866 | 1872 | 1876 | 1881 | 1886 | 1891 | 1896 | 1901 |
| ---- | ---- | ---- | ---- | ---- | ---- | ---- | ---- | ---- |
| 816  | 808  | 787  | 721  | 601  | 572  | 560  | 554  | 622  |

| 1906 | 1911 | 1921 | 1926 | 1931 | 1936 | 1946 | 1954 | 1962 |
| ---- | ---- | ---- | ---- | ---- | ---- | ---- | ---- | ---- |
| 562  | 551  | 521  | 547  | 501  | 489  | 454  | 488  | 472  |

| 1968 | 2006 | 2007 | 2008 | 2009 | 2010 | - | - | - |
| ---- | ---- | ---- | ---- | ---- | ---- | - | - | - |
| 440  | 685  | 689  | 701  | 721  | 784  | - | - | - |

### Remarques
Au recensement de 2007, Saint-Estèphe comptait 689 habitants.

## Lieux et monuments

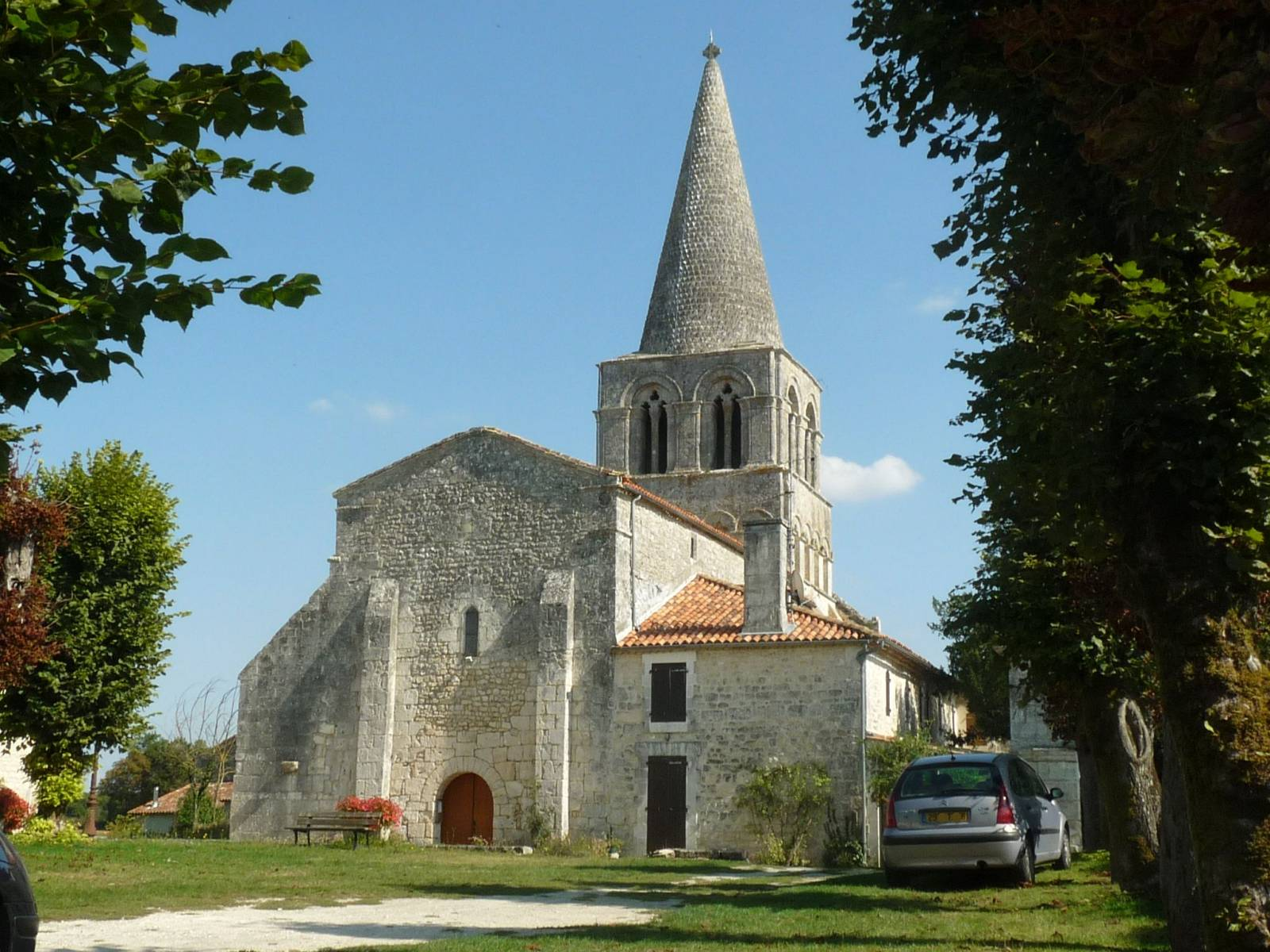
L'église Saint-Estèphe

L'église paroissiale Saint-Estèphe a été construite à la fin du XIe siècle et modifiée aux XIIe et XIIIe siècles. Elle a été classée monument historique en 1923.
Le dolmen de la Boucharderie, daté du Néolithique, appartenant à une personne privée, a été classé monument historique par arrêté du 4 août 1927.

## Personnalités liées à la commune
- Alexandre René Gabriel de Terrasson de Montleau, député et maire de Saint-Estèphe au début du XIXe siècle, ancien propriétaire du domaine des Andreaux (on peut retrouver de nombreuses tombes dans le cimetière du nom de cette famille très présente dans cette commune pendant deux siècles).